# Методия Стойчевски
Методия Стойчевски (на македонска литературна норма: Методиjа Стоjчевски) е югославски партизанин и деец на НОВМ.

## Биография
Роден е в леринското село Герман, тогава в Османската империя, днес в Гърция. Става член на ЮКП през 1940 година. През лятото на 1942 започва да подпомага комунистическата съпротива, а през септември излиза в нелегалност. На 17 октомври 1942 е издаден и арестуван в битолското село Бистрица. Осъден е от български военен съд на 14 години затвор и е изпратен в затвора в Идризово. На 29 август 1944 година заедно с други политически затворници избягва и влиза в осма македонска ударна бригада. След Втората световна война работи за създаване на народоосвободителни комитети и в Народния фронт.